# Fiero (carro de combate)
Fiero se refiere a una producción militar cubana
Su constitución se basa en la agilidad y maniobrabilidad por terrenos con dificultades. Posee dos asientos delanteros y uno sobre los demás rodeado por vigas de acero donde se coloca el arma de fuego, actualmente es construido en la UIM (unión de industrias militares).
Se destina a las tropas especiales conocidas como avispas negras por su uniforme y constituyen la mayor y más entrenada fuerza terrestre de las Fuerzas Armadas Revolucionarias de Cuba. 

## Armamento
El armamento estándar del Fiero consta de un lanzagranadas automático AGS-17 de 30 mm en la parte más alta y una ametralladora media PKM de 7,62 mm en el asiento del copiloto. El lanzagranadas tiene el cargador estándar de 29 proyectiles y la ametralladora PKM tiene una caja portacintas que almacena una cinta de 250 balas, ambos con munición extra dentro del vehículo. 
También cuenta con compartimientos para botiquines y extintores en caso de emergencia.
- Datos: Q5861636